# فرودگاه بین‌المللی نوادیبو
 فرودگاه بین‌المللی نوادیبو (به انگلیسی: Nouadhibou International Airport) یک فرودگاه همگانی با کد یاتا NDB است که یک باند فرود آسفالت دارد و طول باند آن ۲۴۲۶٫۵ متر است. این فرودگاه در شهر نوادیبو کشور موریتانی قرار دارد و در ارتفاع ۵ متری از سطح دریا واقع شده است.

## شرکت‌های هواپیمایی و مقصدهای پروازی
| شرکت‌های هواپیمایی                 | مقصدهای پروازی                             |
| --------------------------------- | ------------------------------------------ |
| بینتر کاناریاس اجرا توسط Naysa    | گرن کناریا (آغاز از ۲۰ ژوئن ۲۰۱۷)          |
| Mauritania Airlines International | محمد پنجم، گرن کناریا، Nouakchott، تازادیت |